# Ace of Base/Auszeichnungen für Musikverkäufe

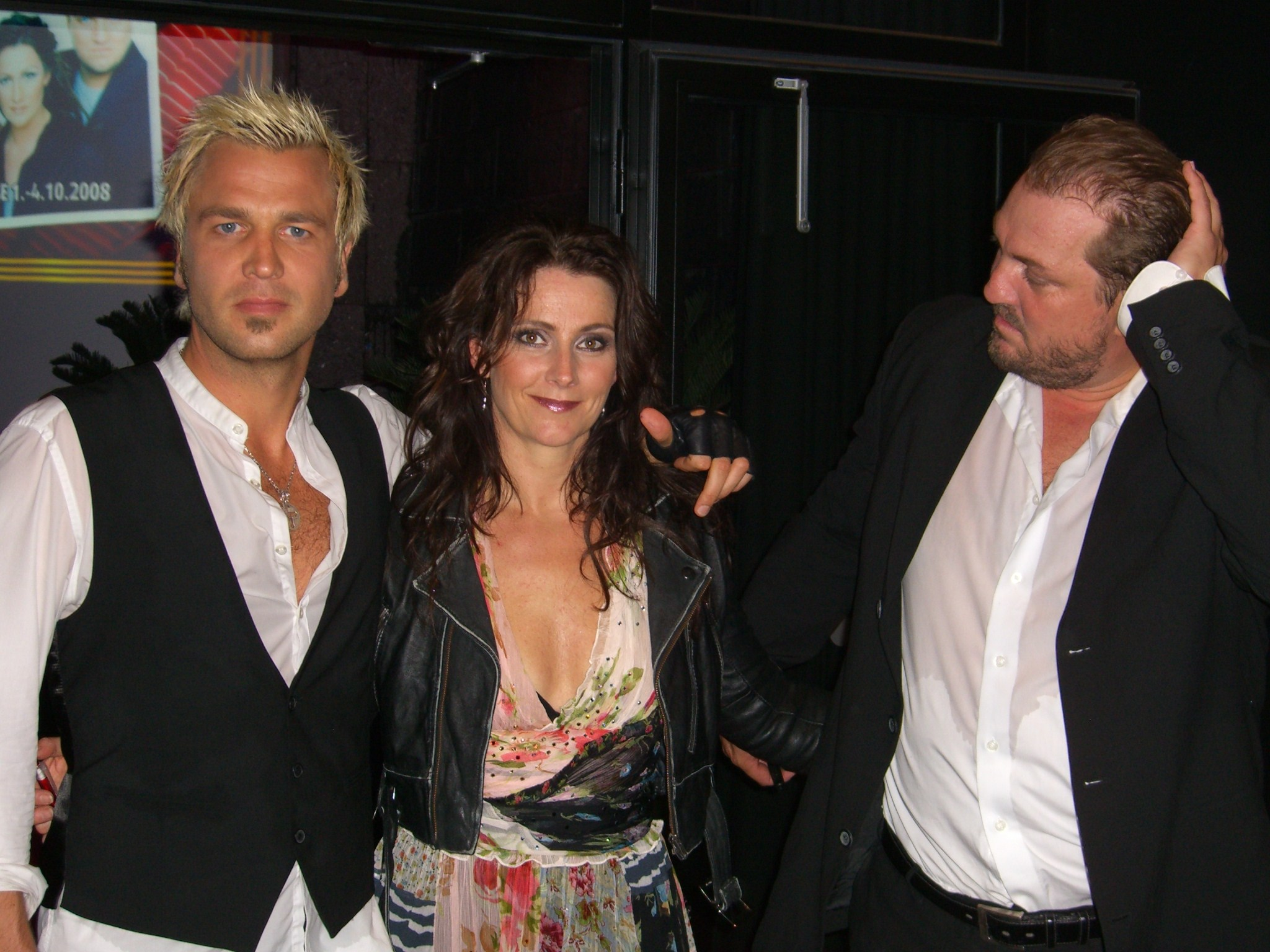
Ace of Base (2008)

Dies ist eine Übersicht über die Auszeichnungen für Musikverkäufe der schwedischen Reggae-Pop-Band Ace of Base. Die Auszeichnungen finden sich nach ihrer Art (Gold, Platin usw.), nach Staaten getrennt in alphabetischer Reihenfolge, geordnet sowie nach den Tonträgern selbst in chronologischer Reihenfolge, getrennt nach Medium (Alben, Singles usw.), wieder.

## Auszeichnungen
| - Europa (Impala) - 2008: für das Album Singles of the 90’s - Frankreich - 1993: für die Single Happy Nation - Vereinigtes Königreich - 1998: für die Single Life Is a Flower - 1998: für das Album Flowers - 2025: für die Single Always Have, Always Will - Australien - 1996: für die Single Beautiful Life - Brasilien - 1995: für das Album The Sign - Dänemark - 1993: für die Single Wheel of Fortune - 2023: für die Single The Sign - Deutschland - 1994: für die Single Happy Nation - 1994: für die Single Wheel of Fortune - 1994: für die Single Don’t Turn Around - 1995: für das Album The Bridge - Finnland - 1993: für das Album Happy Nation - Frankreich - 1992: für die Single All That She Wants - Kanada - 1995: für das Videoalbum The Sign – The Home Video - 1998: für das Album Cruel Summer - Neuseeland - 1994: für die Single Don’t Turn Around - Niederlande - 1993: für die Single All That She Wants - Österreich - 1993: für die Single All That She Wants - 1994: für das Album Happy Nation (US-Version) - 1994: für die Single The Sign - Polen - 1996: für das Album The Bridge - Schweden - 1998: für die Single Life Is a Flower - Schweiz - 1998: für das Album Flowers - Spanien - 1996: für das Album The Bridge - 2024: für die Single All That She Wants - Vereinigte Staaten - 1994: für die Single Don’t Turn Around - 1994: für das Videoalbum The Sign – The Home Video - 1998: für die Single Cruel Summer | - Australien - 1994: für das Album Happy Nation - 1994: für die Single The Sign - Dänemark - 2001: für das Album Singles of the 90’s - 2025: für die Single All That She Wants - Deutschland - 1994: für die Single The Sign - Europa (IFPI) - 1996: für das Album The Bridge - Finnland - 1996: für das Album The Bridge - Frankreich - 1996: für das Album The Bridge - Italien - 2024: für die Single All That She Wants - Japan - 2000: für das Album Singles of the 90’s - Neuseeland - 1994: für das Album Happy Nation - 1994: für die Single All That She Wants - 1994: für die Single The Sign - 1996: für das Album The Bridge - Österreich - 1993: für das Album Happy Nation - Schweden - 1995: für das Album The Bridge - Schweiz - 1993: für das Album Happy Nation - 1994: für das Album Happy Nation (US-Version) - 1996: für das Album The Bridge - Spanien - 1994: für das Album Happy Nation - Vereinigte Staaten - 1993: für die Single All That She Wants - 1994: für die Single The Sign - 1996: für das Album The Bridge - Vereinigtes Königreich - 1993: für die Single All That She Wants - 2023: für die Single The Sign - Deutschland - 1994: für die Single All That She Wants | - Australien - 1994: für die Single All That She Wants - Dänemark - 1993: für das Album Happy Nation (Physisch) - 2025: für das Album Happy Nation (Digital) - Europa - 1993: für das Album Happy Nation - Japan - 1996: für das Album The Bridge - 1998: für das Album Cruel Summer - Kanada - 1996: für das Album The Bridge - Niederlande - 1994: für das Album Happy Nation - Vereinigtes Königreich - 1994: für das Album Happy Nation - Deutschland - 1994: für das Album Happy Nation - Japan - 1997: für die Single All That She Wants - Argentinien - 1994: für das Album The Sign - Vereinigte Staaten - 1996: für das Album The Sign - Frankreich - 1994: für das Album Happy Nation - Kanada - 1995: für das Album The Sign |

## Auszeichnungen nach Alben

### Happy Nation/The Sign
| Land/Region                  | Auszeichnungen für Musikverkäufe (Land/Region, Auszeichnung, Verkäufe) | Verkäufe    |
| ---------------------------- | ---------------------------------------------------------------------- | ----------- |
| Argentinien (CAPIF)          | 5× Platin                                                              | 350.000     |
| Australien (ARIA)            | Platin                                                                 | 70.000      |
| Brasilien (PMB)              | Gold                                                                   | 100.000     |
| Chile (IFPI)                 | —                                                                      | 60.000      |
| Dänemark (IFPI)              | 2× Platin (Physisch) · + 2× Platin (Digital)                           | 200.000     |
| Deutschland (BVMI)           | 3× Platin                                                              | 1.500.000   |
| Europa (IFPI)                | 2× Platin                                                              | (2.000.000) |
| Finnland (IFPI)              | Gold                                                                   | 82.715      |
| Frankreich (SNEP)            | Diamant                                                                | 1.000.000   |
| Kanada (MC)                  | Diamant                                                                | 1.750.000   |
| Mexiko (AMPROFON)            | —                                                                      | 300.000     |
| Neuseeland (RMNZ)            | Platin                                                                 | 15.000      |
| Niederlande (NVPI)           | 2× Platin                                                              | 200.000     |
| Österreich (IFPI)            | Platin (Original) · + Gold (US-Version)                                | 75.000      |
| Schweden (IFPI)              | —                                                                      | 50.000      |
| Schweiz (IFPI)               | Platin (Original) · + Platin (US-Version)                              | 100.000     |
| Spanien (Promusicae)         | Platin                                                                 | 100.000     |
| Südkorea (KMCA)              | —                                                                      | 500.000     |
| Vereinigte Staaten (RIAA)    | 9× Platin                                                              | 9.000.000   |
| Vereinigtes Königreich (BPI) | 2× Platin                                                              | 600.000     |
| Insgesamt                    | 4× Gold · 33× Platin · 2× Diamant ·                                    | 16.052.715  |

### The Bridge
| Land/Region               | Auszeichnungen für Musikverkäufe (Land/Region, Auszeichnung, Verkäufe) | Verkäufe  |
| ------------------------- | ---------------------------------------------------------------------- | --------- |
| Deutschland (BVMI)        | Gold                                                                   | (250.000) |
| Europa (IFPI)             | Platin                                                                 | 1.000.000 |
| Finnland (IFPI)           | Platin                                                                 | (59.097)  |
| Frankreich (SNEP)         | Platin                                                                 | (300.000) |
| Japan (RIAJ)              | 2× Platin                                                              | 400.000   |
| Kanada (MC)               | 2× Platin                                                              | 200.000   |
| Neuseeland (RMNZ)         | Platin                                                                 | 15.000    |
| Polen (ZPAV)              | Gold                                                                   | (50.000)  |
| Russland (NFPF)           | —                                                                      | 5.000     |
| Schweden (IFPI)           | Platin                                                                 | (100.000) |
| Schweiz (IFPI)            | Platin                                                                 | (50.000)  |
| Spanien (Promusicae)      | Gold                                                                   | (50.000)  |
| Vereinigte Staaten (RIAA) | Platin                                                                 | 1.000.000 |
| Insgesamt                 | 3× Gold · 11× Platin ·                                                 | 2.615.000 |

### Flowers/Cruel Summer
| Land/Region                  | Auszeichnungen für Musikverkäufe (Land/Region, Auszeichnung, Verkäufe) | Verkäufe |
| ---------------------------- | ---------------------------------------------------------------------- | -------- |
| Finnland (IFPI)              | —                                                                      | 18.271   |
| Japan (RIAJ)                 | 2× Platin                                                              | 400.000  |
| Kanada (MC)                  | Gold                                                                   | 50.000   |
| Schweiz (IFPI)               | Gold                                                                   | 25.000   |
| Vereinigtes Königreich (BPI) | Silber                                                                 | 60.000   |
| Insgesamt                    | 1× Silber · 2× Gold · 2× Platin ·                                      | 553.271  |

### Singles of the 90’s
| Land/Region     | Auszeichnungen für Musikverkäufe (Land/Region, Auszeichnung, Verkäufe) | Verkäufe |
| --------------- | ---------------------------------------------------------------------- | -------- |
| Dänemark (IFPI) | Platin                                                                 | 50.000   |
| Europa (Impala) | Silber                                                                 | (30.000) |
| Finnland (IFPI) | —                                                                      | 10.023   |
| Japan (RIAJ)    | Platin                                                                 | 200.000  |
| Insgesamt       | 1× Silber · 2× Platin ·                                                | 290.023  |

## Auszeichnungen nach Singles

### All That She Wants
| Land/Region                  | Auszeichnungen für Musikverkäufe (Land/Region, Auszeichnung, Verkäufe) | Verkäufe  |
| ---------------------------- | ---------------------------------------------------------------------- | --------- |
| Australien (ARIA)            | 2× Platin                                                              | 140.000   |
| Dänemark (IFPI)              | Platin                                                                 | 90.000    |
| Deutschland (BVMI)           | 3× Gold                                                                | 855.000   |
| Frankreich (SNEP)            | Gold                                                                   | 250.000   |
| Italien (FIMI)               | Platin                                                                 | 100.000   |
| Japan (RIAJ)                 | 4× Platin                                                              | 400.000   |
| Neuseeland (RMNZ)            | Platin                                                                 | 10.000    |
| Niederlande (NVPI)           | Gold                                                                   | 50.000    |
| Österreich (IFPI)            | Gold                                                                   | 25.000    |
| Spanien (Promusicae)         | Gold                                                                   | 30.000    |
| Vereinigte Staaten (RIAA)    | Platin                                                                 | 1.200.000 |
| Vereinigtes Königreich (BPI) | Platin                                                                 | 771.323   |
| Insgesamt                    | 5× Gold · 12× Platin ·                                                 | 3.921.323 |

### Happy Nation
| Land/Region        | Auszeichnungen für Musikverkäufe (Land/Region, Auszeichnung, Verkäufe) | Verkäufe |
| ------------------ | ---------------------------------------------------------------------- | -------- |
| Deutschland (BVMI) | Gold                                                                   | 250.000  |
| Frankreich (SNEP)  | Silber                                                                 | 125.000  |
| Insgesamt          | 1× Silber · 1× Gold ·                                                  | 375.000  |

### Wheel of Fortune
| Land/Region        | Auszeichnungen für Musikverkäufe (Land/Region, Auszeichnung, Verkäufe) | Verkäufe |
| ------------------ | ---------------------------------------------------------------------- | -------- |
| Dänemark (IFPI)    | Gold                                                                   | 10.000   |
| Deutschland (BVMI) | Gold                                                                   | 250.000  |
| Insgesamt          | 2× Gold ·                                                              | 260.000  |

### The Sign
| Land/Region                  | Auszeichnungen für Musikverkäufe (Land/Region, Auszeichnung, Verkäufe) | Verkäufe  |
| ---------------------------- | ---------------------------------------------------------------------- | --------- |
| Australien (ARIA)            | Platin                                                                 | 70.000    |
| Dänemark (IFPI)              | Gold                                                                   | 45.000    |
| Deutschland (BVMI)           | Platin                                                                 | 500.000   |
| Neuseeland (RMNZ)            | Platin                                                                 | 10.000    |
| Österreich (IFPI)            | Gold                                                                   | 25.000    |
| Vereinigte Staaten (RIAA)    | Platin                                                                 | 1.100.000 |
| Vereinigtes Königreich (BPI) | Platin                                                                 | 600.000   |
| Insgesamt                    | 2× Gold · 5× Platin ·                                                  | 2.350.000 |

### Don’t Turn Around
| Land/Region               | Auszeichnungen für Musikverkäufe (Land/Region, Auszeichnung, Verkäufe) | Verkäufe |
| ------------------------- | ---------------------------------------------------------------------- | -------- |
| Deutschland (BVMI)        | Gold                                                                   | 250.000  |
| Neuseeland (RMNZ)         | Gold                                                                   | 5.000    |
| Vereinigte Staaten (RIAA) | Gold                                                                   | 500.000  |
| Insgesamt                 | 3× Gold ·                                                              | 755.000  |

### Beautiful Life
| Land/Region       | Auszeichnungen für Musikverkäufe (Land/Region, Auszeichnung, Verkäufe) | Verkäufe |
| ----------------- | ---------------------------------------------------------------------- | -------- |
| Australien (ARIA) | Gold                                                                   | 35.000   |
| Insgesamt         | 1× Gold ·                                                              | 25.000   |

### Life Is a Flower
| Land/Region                  | Auszeichnungen für Musikverkäufe (Land/Region, Auszeichnung, Verkäufe) | Verkäufe |
| ---------------------------- | ---------------------------------------------------------------------- | -------- |
| Schweden (IFPI)              | Gold                                                                   | 15.000   |
| Vereinigtes Königreich (BPI) | Silber                                                                 | 200.000  |
| Insgesamt                    | 1× Silber · 1× Gold ·                                                  | 215.000  |

### Cruel Summer
| Land/Region               | Auszeichnungen für Musikverkäufe (Land/Region, Auszeichnung, Verkäufe) | Verkäufe |
| ------------------------- | ---------------------------------------------------------------------- | -------- |
| Vereinigte Staaten (RIAA) | Gold                                                                   | 500.000  |
| Insgesamt                 | 1× Gold ·                                                              | 500.000  |

### Always Have, Always Will
| Land/Region                  | Auszeichnungen für Musikverkäufe (Land/Region, Auszeichnung, Verkäufe) | Verkäufe |
| ---------------------------- | ---------------------------------------------------------------------- | -------- |
| Vereinigtes Königreich (BPI) | Silber                                                                 | 200.000  |
| Insgesamt                    | 1× Silber ·                                                            | 200.000  |

## Auszeichnungen nach Videoalben

### The Sign – The Home Video
| Land/Region               | Auszeichnungen für Musikverkäufe (Land/Region, Auszeichnung, Verkäufe) | Verkäufe |
| ------------------------- | ---------------------------------------------------------------------- | -------- |
| Kanada (MC)               | Gold                                                                   | 5.000    |
| Vereinigte Staaten (RIAA) | Gold                                                                   | 50.000   |
| Insgesamt                 | 2× Gold ·                                                              | 55.000   |

## Statistik und Quellen
| Land/RegionAuszeichnungen für Musikverkäufe (Land/Region, Auszeichnungen, Verkäufe, Quellen) | Silber     | Gold       | Platin       | Diamant     | Verkäufe    | Quellen                     |
| -------------------------------------------------------------------------------------------- | ---------- | ---------- | ------------ | ----------- | ----------- | --------------------------- |
| Argentinien (CAPIF)                                                                          | —          | —          | 5× Platin5   | —           | 300.000     | Einzelnachweise             |
| Australien (ARIA)                                                                            | —          | Gold1      | 4× Platin4   | —           | 315.000     | aria.com.au                 |
| Brasilien (PMB)                                                                              | —          | Gold1      | —            | —           | 100.000     | pro-musicabr.org.br         |
| Chile (IFPI)                                                                                 | —          | —          | —            | —           | 60.000      | Einzelnachweise             |
| Dänemark (IFPI)                                                                              | —          | 2× Gold2   | 6× Platin6   | —           | 395.000     | ifpi.dk                     |
| Deutschland (BVMI)                                                                           | —          | 5× Gold5   | 5× Platin5   | —           | 3.855.000   | musikindustrie.de           |
| Europa (IFPI)                                                                                | —          | —          | 3× Platin3   | —           | (3.000.000) | ifpi.org                    |
| Europa (Impala)                                                                              | Silber1    | —          | —            | —           | (30.000)    | Einzelnachweise             |
| Finnland (IFPI)                                                                              | —          | Gold1      | Platin1      | —           | 170.106     | ifpi.fi                     |
| Frankreich (SNEP)                                                                            | Silber1    | Gold1      | Platin1      | Diamant1    | 1.675.000   | infodisc.fr snepmusique.com |
| Italien (FIMI)                                                                               | —          | —          | Platin1      | —           | 100.000     | fimi.it                     |
| Japan (RIAJ)                                                                                 | —          | —          | 9× Platin9   | —           | 1.695.500   | riaj.or.jp                  |
| Kanada (MC)                                                                                  | —          | 2× Gold2   | 2× Platin2   | Diamant1    | 2.005.000   | musiccanada.com             |
| Mexiko (AMPROFON)                                                                            | —          | —          | —            | —           | 300.000     | Einzelnachweise             |
| Neuseeland (RMNZ)                                                                            | —          | Gold1      | 4× Platin4   | —           | 55.000      | aotearoamusiccharts.co.nz   |
| Niederlande (NVPI)                                                                           | —          | Gold1      | 2× Platin2   | —           | 250.000     | nvpi.nl                     |
| Österreich (IFPI)                                                                            | —          | 3× Gold3   | Platin1      | —           | 125.000     | ifpi.at                     |
| Polen (ZPAV)                                                                                 | —          | Gold1      | —            | —           | 50.000      | olis.pl                     |
| Russland (NFPF)                                                                              | —          | —          | —            | —           | 5.000       | Einzelnachweise             |
| Schweden (IFPI)                                                                              | —          | Gold1      | Platin1      | —           | 165.000     | sverigetopplistan.se        |
| Schweiz (IFPI)                                                                               | —          | Gold1      | 3× Platin3   | —           | 175.000     | hitparade.ch                |
| Spanien (Promusicae)                                                                         | —          | 2× Gold2   | Platin1      | —           | 180.000     | elportaldemusica.es         |
| Südkorea (KMCA)                                                                              | —          | —          | —            | —           | 500.000     | Einzelnachweise             |
| Vereinigte Staaten (RIAA)                                                                    | —          | 3× Gold3   | 12× Platin12 | —           | 13.350.000  | riaa.com                    |
| Vereinigtes Königreich (BPI)                                                                 | 3× Silber3 | —          | 4× Platin4   | —           | 2.431.323   | bpi.co.uk                   |
| Insgesamt                                                                                    | 5× Silber5 | 26× Gold26 | 65× Platin65 | 2× Diamant2 |             |                             |